# サモア・オブザーバー
サモア・オブザーバー(Samoa Observer)は、サモアで最大の新聞グループである。英語とサモア語で発行される。サモア・オブザーバーが月曜日から金曜日、ウィークエンド・オブザーバー(Weekend Observer)が土曜日、サンデー・サモアン(Sunday Samoan)が日曜日に発行され、全てオンラインでも入手できる。地方及び全国のニュース、社説、スポーツ、調査報道等の内容を含む。1978年に詩人、ジャーナリストで編集長を務めるサヴァエ・サノ・マリファによって創刊された。彼は1998年に、報道の自由に対するCommonwealth Astor Awardを受賞した。
独立新聞としても、調査報道や報道の自由に関する賞を受賞しているが、サモアでの公職の腐敗と虐待に関する記事が出版された後、政府関係者やビジネスリーダーからの訴訟に直面している。本社は首都であるアピアに置く。
1994年、汚職報道の後に本社が火災にあった。